# HDR-TV
HDR-TV (High-dynamic-range television) är en experimentell teknik för TV-skärmar utvecklad av BrightSide Technologies. 
Några fördelar med denna teknik är hög ljusstyrka (över 3000 candela/m²), hög kontrast (över 200000:1) samt möjligheten att visa bilder med 16-bitars färgdjup.
Den grundläggande standarden för innehåll med högt dynamiskt område kallas HDR10, som skapades av UHD Alliance. Dussintals företag stöder denna grundläggande minimispecifikation för HDR-kompatibilitet, så du kommer att se "HDR10" eller "Ultra HD Premium" på ett växande antal apparater i år.